# Kinh tế Serbia
Kinh tế của Serbia là nền kinh tế có thu nhập trung bình dựa trên dịch vụ với khu vực ba của nền kinh tế chiếm hai phần ba tổng sản phẩm quốc nội (GDP) và hoạt động theo các nguyên tắc của thị trường tự do. GDP danh nghĩa năm 2019 được dự đoán đạt 51,523 tỷ USD, tương đương 7.398 USD / người, trong khi GDP dựa trên ngang giá sức mua (PPP) ở mức 129,298 tỷ USD, tương đương 18.564 USD/người.  
Các lĩnh vực mạnh nhất của nền kinh tế của Serbia là năng lượng, công nghiệp ô tô, máy móc, khai thác mỏ và nông nghiệp. Xuất khẩu công nghiệp chính là ô tô, kim loại cơ bản, đồ nội thất, chế biến thực phẩm, máy móc, hóa chất, đường, lốp xe, quần áo, dược phẩm. Thương mại đóng một vai trò quan trọng trong sản lượng kinh tế của Serbia. Các đối tác thương mại chính là Đức, Ý, Nga, Trung Quốc và các nước Balkan lân cận.  
Belgrade là thủ đô và trung tâm kinh tế của Serbia và là nhà của hầu hết các công ty lớn của Serbia và quốc tế hoạt động tại nước này, cũng như Ngân hàng Quốc gia Serbia và Sở giao dịch chứng khoán Belgrade. Novi Sad là thành phố lớn thứ hai và là trung tâm kinh tế quan trọng nhất sau Belgrade.